# Șenderivka, Cernivți
Șenderivka (în ucraineană Шендерівка) este localitatea de reședință a comunei Șenderivka din raionul Cernivți, regiunea Vinnița, Ucraina.

## Demografie
Componența lingvistică a localității Șenderivka
     Ucraineană (99,58%)
     Alte limbi (0,21%)
Conform recensământului din 2001, majoritatea populației localității Șenderivka era vorbitoare de ucraineană (99,58%), existând în minoritate și vorbitori de alte limbi.